# Sotir Shkurti
Sotir Shkurti (Albania, 24 gennaio 1962) è un ex calciatore albanese, di ruolo portiere.

## Carriera
Ha giocato a calcio per 10 anni trascorsi tutti nella stessa squadra, giocando anche 4 partite con la sua Nazionale tra il 1987 e il 1990, di cui 3 amichevoli.

## Statistiche

### Cronologia presenze e reti in Nazionale
| Cronologia completa delle presenze e delle reti in nazionale ― Albania | Cronologia completa delle presenze e delle reti in nazionale ― Albania | Cronologia completa delle presenze e delle reti in nazionale ― Albania | Cronologia completa delle presenze e delle reti in nazionale ― Albania | Cronologia completa delle presenze e delle reti in nazionale ― Albania | Cronologia completa delle presenze e delle reti in nazionale ― Albania | Cronologia completa delle presenze e delle reti in nazionale ― Albania | Cronologia completa delle presenze e delle reti in nazionale ― Albania |
| Data                                                                   | Città                                                                  | In casa                                                                | Risultato                                                              | Ospiti                                                                 | Competizione                                                           | Reti                                                                   | Note                                                                   |
| ---------------------------------------------------------------------- | ---------------------------------------------------------------------- | ---------------------------------------------------------------------- | ---------------------------------------------------------------------- | ---------------------------------------------------------------------- | ---------------------------------------------------------------------- | ---------------------------------------------------------------------- | ---------------------------------------------------------------------- |
| 28-10-1987                                                             | Valona                                                                 | Albania                                                                | 0 – 1                                                                  | Romania                                                                | Qual. Euro 1988                                                        | -                                                                      | 60’                                                                    |
| 6-8-1988                                                               | Berat                                                                  | Albania                                                                | 0 – 0                                                                  | Cuba                                                                   | Amichevole                                                             | -                                                                      | 46’                                                                    |
| 18-1-1989                                                              | Tirana                                                                 | Albania                                                                | 1 – 1                                                                  | Grecia                                                                 | Amichevole                                                             | -1                                                                     | 76’                                                                    |
| 5-9-1990                                                               | Kiev                                                                   | Grecia                                                                 | 1 – 0                                                                  | Albania                                                                | Amichevole                                                             | -1                                                                     |                                                                        |
| Totale                                                                 |                                                                        | Presenze                                                               | 4                                                                      |                                                                        | Reti                                                                   | -2                                                                     |                                                                        |